# Mario Wokocha
Mario Wokocha (...) è un giocatore di football americano statunitense che gioca come defensive lineman per i Düsseldorf Panther.